# Rodolfo Vega
Rodolfo Alejandro Vega Iguala (nacido el 12 de junio de 2003 en la ciudad de Panamá) es un futbolista panameño que juega como mediocampista defensivo para CD Plaza Amador de la Primera División de Panamá.

## Trayectoria

### CD Plaza Amador
Se formó en las categorías inferiores del CD Plaza Amador y su debut profesional en la Primera División de Panamá el 12 de octubre de 2019 en el empate 0 a 0 contra el Alianza FC en el Estadio Maracaná de Panamá en donde fue titular y jugó hasta el minuto 55. En el Torneo Apertura 2019 jugó 1 partido llegando hasta semifinales, en el Torneo Apertura 2020 sólo jugó 6 partidos porque el torneo se canceló por el COVID 19, en el Torneo Clausura 2020 jugó 8 partidos llegando hasta los playoff, Salió campeón del Torneo Apertura 2021 en donde jugó 15 partidos y anotó 1 gol, en la Liga Concacaf 2021 jugó 1 partido quedandose en los octavos de final, en el Torneo Clausura 2021 jugó 10 partidos llegando hasta los playoff, en el Torneo Apertura 2022 jugó 8 partidos, en el Torneo Clausura 2022 15 partidos llegando hasta los playoff, en el Torneo Apertura 2023 jugó 6 partidos llegando hasta semifinales, no jugó el Torneo Clausura 2023 porque se lesionó.

## Selección nacional

### Categorías inferiores
Ha sido convocado por la selección sub-20 de Panamá para disputar el Torneo Uncaf Sub-19 de 2022 en donde jugó 4 partidos quedando en el tercer lugar y el Campeonato Sub-20 de la Concacaf de 2022 en donde jugó 5 partidos llegando hasta los cuartos de final.

### Selección absoluta
Hizo su debut con la selección absoluta el 29 de enero de 2021 en el empate 0 a 0 contra Serbia en el Estadio Rommel Fernández en Panamá en donde fue suplente y entró al minuto 89 por César Yanis.

### Participaciones en selección nacional
| Copa                        | Categoría | Sede     | Resultado        | Partidos | Goles |
| --------------------------- | --------- | -------- | ---------------- | -------- | ----- |
| Torneo Uncaf Sub-19 de 2022 | Sub-20    | Belice   | Tercer lugar     | 4        | 0     |
| Campeonato Sub-20 2022      | Sub-20    | Honduras | Cuartos de final | 5        | 0     |

## Clubes
| Club               | País   | Año         |
| ------------------ | ------ | ----------- |
| C. D. Plaza Amador | Panamá | 2019 - act. |

## Palmarés

### Títulos nacionales
| Título           | Club            | País   | Año    |
| ---------------- | --------------- | ------ | ------ |
| Primera División | CD Plaza Amador | Panamá | 2021-A |